# Jerzy Fryderyk (margrabia Badenii-Durlach)
Jerzy Fryderyk (ur. 30 stycznia 1573 r. w Durlach, zm. 14 września 1638 r. w Strasburgu) – margrabia Badenii-Durlach i margrabia Baden-Baden w latach 1604–1622 z dynastii Zähringen. 

## Życiorys

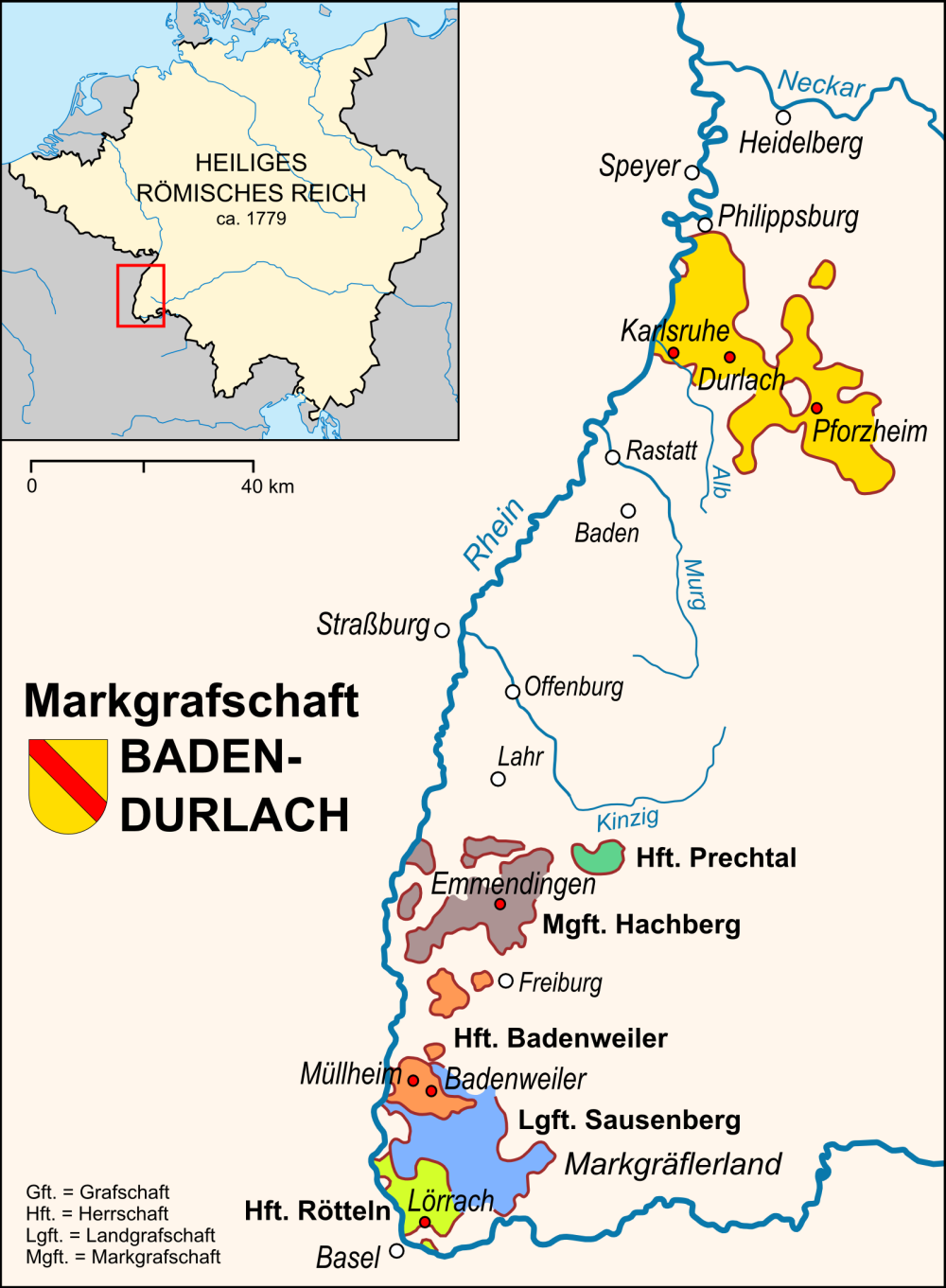
Ziemie margrabiów Badenii-Durlach od XVI do XVIII w.

Jerzy Fryderyk był czwartym i najmłodszym spośród synów margrabiego Badenii-Durlach Karola II. Jego matką była druga żona Karola, Anna, córka palatyna Veldenz Ruprechta z rodu Wittelsbachów. Gdy w 1584 r. bracia dzielili między siebie dziedzictwo po ojcu, małoletniemu Jerzemu Fryderykowi przyznano południową część dóbr (Rötteln, Badenweiler i Sausenberg). W 1595 r. dorosłemu już Jerzemu Fryderykowi przypadła też część dziedzictwa po zmarłym bracie Jakubie III z Hachbergiem. Gdy w 1604 r. zmarł drugi z braci, Ernest Fryderyk, Jerzy Fryderyk odziedziczył nie tylko pozostałą część margrabstwa Badenii-Durlach, ale także główną, położoną na prawym brzegu Renu część margrabstwa Baden-Baden. To ostatnie jego starszy brat zajął wobec groźby jego zasekwestrowania z powodu nierozważnej polityki finansowej kuzyna Edwarda Fortunata.
Przejęcie margrabstwa Baden-Baden przez Jerzego Fryderyka po śmierci brata nastąpiło dzięki podpisaniu przezeń zobowiązania wobec cesarza Rudolfa II Habsburga do zwrotu księstwa synowi Edwarda Fortunata Wilhelmowi w przypadku odpowiedniego wyroku sądu oraz niedziałania na szkodę panującego w tym księstwie katolicyzmu. Jerzy Fryderyk wszelkimi sposobami podważał prawa Wilhelma do dziedzictwa po Edwardzie Fortunacie, powołując się przede wszystkim na fakt jego pochodzenia ze związku morganatycznego, kwestionując też uprawnienia sądu cesarskiego do rozstrzygania w tej sprawie i domagając się oddania go pod osąd innych książąt. Zawiodły także próby bezpośrednich negocjacji Wilhelma z Jerzym Fryderykiem (który zgadzał się na pozostawienie w rękach kuzyna jedynie dóbr Rodemachern, bez prawa do tytułu margrabiowskiego).
Jerzy Fryderyk, wychowany w wierze luterańskiej, był bardzo religijny. W swym księstwie podjął energiczne działania w celu jego konsolidacji, wykorzystując w tym celu instytucje Kościoła luterańskiego, który uważał za jedyną bazę do takiego działania. Unifikował także prawo (opracowane statuty ogłoszono drukiem w 1622 r.) oraz stworzył jednolitą administrację, ściśle określając kompetencje poszczególnych jej organów, z których najważniejszym była "tajna rada". Rozbudował armię i studiował sztukę wojenną; wydał nawet trzytomowe dzieło na ten temat.
Mając nastawionego przeciwko sobie cesarza, Jerzy Fryderyk szukał sojuszników wśród książąt protestanckich. Uczestniczył w sojuszach luterańskich władców, w tym od początku istnienia (w 1608 r.) w unii protestanckiej – w ten sposób zapobiegając odebraniu sobie przez cesarza dóbr Baden-Baden. Gdy w 1621 r. unia została rozwiązana, a cesarz podjął kolejne kroki prawne w celu odebrania mu dziedzictwa po kuzynie, Jerzy Fryderyk, dysponujący liczną armią, porozumiał się z protestanckim wodzem Ernstem Mansfeldem i przystąpił aktywnie do wojny trzydziestoletniej. 22 kwietnia 1622 r., aby chronić dziedzictwo swoich synów na wypadek klęski, abdykował na ich rzecz. Następnie ruszył przeciwko cesarskim wojskom Johana Tilly'ego. W swej pierwszej i jedynej bitwie, stoczonej pod Wimpfen 6 maja, poniósł klęskę. Kilka miesięcy później cesarz ostatecznie przyznał margrabstwo Baden-Baden Wilhelmowi.
Po abdykacji i klęsce, Jerzy Fryderyk mimo wszystko pragnął wrócić do wojny przeciwko cesarzowi. Próbował zaangażować w konflikt Francję i Anglię, obiecując samemu wystawić armię, która opanuje ziemie nad górnym Renem i przywróci Palatynat Reński wygnanemu księciu Fryderykowi V; warunkiem był oddanie mu na powrót margrabstwa Baden-Baden. Ponieważ jednak nie miał księstwa ani armii, negocjacje zakończyły się niepowodzeniem. Ostatecznie Jerzy Fryderyk w 1627 wstąpił na służbę króla duńskiego Chrystiana IV. Jednak powierzona mu armia, która miała stawić czoło Wallensteinowi, wycofała się na wybrzeże Morza Bałtyckiego, gdzie została otoczona i skapitulowała. Potem próbował angażować się w inne sojusze antyhabsburskie, jednak zmarł rozczarowany porażkami Szwedów, nie odzyskawszy swego księstwa.

## Rodzina
Jerzy Fryderyk był żonaty trzykrotnie. Pierwszą jego żoną była poślubiona 2 lipca 1592 r. Juliana Urszula (ur. w 1573), córka Fryderyka, hrabiego Salm-Neufville. Z tego związku pochodziło piętnaścioro dzieci:
- Katarzyna Urszula (1593–1615), żona następcy tronu Hesji-Kassel Ottona (najstarszego syna Maurycego Uczonego)
- Fryderyk V (1594–1659), następca ojca jako margrabia Badenii-Durlach,
- Anna Amalia (1595–1651), żona hrabiego Nassau-Saarbrücken Wilhelma Ludwika,
- Filip (1596–1597),
- Karol (1598–1625),
- Juliana Urszula (1600–1600),
- Rudolf (1602–1603),
- Krzysztof (1603–1632), zginął podczas oblężenia Ingolstadt,
- Anna Augusta (1604–1616),
- Sybilla Magdalena (1605–1644), żona hrabiego Nassau-Saarbrücken-Idstein Jana (młodszego brata Wilhelma Ludwika, który poślubił jej starszą siostrę),
- Franciszka (1606–1606),
- Urszula Maria (1607–1607),
- Franciszka Sybilla (1609–1609),
- Zofia Dorota (1610–1633),
- Ernestyna Zofia (1612–1658).

Juliana Urszula zmarła w 1614 r. W tym samym roku, 23 października, Jerzy Fryderyk poślubił Agatę (ur. w 1581), córkę hrabiego Erbach. Z tego małżeństwa pochodziły trzy córki:
- Agata (1615–1616),
- Anna (1617–1672),
- Elżbieta (1620–1692).

Agata zmarła w 1621 r. 29 lipca tego roku Jerzy Fryderyk ożenił się po raz trzeci. Tym razem był to związek morganatyczny: żoną Jerzego Fryderyka została Elżbieta, córka książęcego sekretarza Johanna Thomasa Stolza. To małżeństwo było bezdzietne, a Elżbieta przeżyła swego męża i zmarła w 1652 r.